# Abderramán Sanchuelo
ʿAbd al-Raḥmān ibn Sanchul o Sanŷul (en árabe: عبد الرحمن شنجول‎), también llamado Nāṣir al-Dawla al-Maʾmūn, y conocido en las crónicas de los reinos cristianos como Sanchuelo (Córdoba, ¿983? – Córdoba, 3 de marzo de 1009), caudillo amirí del Califato de Córdoba y valido de Hisham II.

## Biografía

### Primeros años
Nacido con toda probabilidad en 984 ya que la boda de sus padres fue en 983 para sellar una paz, Sanchuelo era hijo de Ibn Abi Ámir al-Mansur, el Almanzor de las crónicas, y Abda, nombre árabe que adoptó una de las esposas del caudillo amirí, hija de Sancho Garcés II de Pamplona y Urraca Fernández. Se dice que el parecido físico con su abuelo hizo que le denominaran Sanchuelo.
De hecho en torno al año 992 el monarca navarro anunció una visita oficial a su yerno, Almanzor, para tratar de poner fin al hostigamiento cordobés, debido a la ruptura del pacto anterior entre el califato y Pamplona. El 4 de septiembre de aquel año, Sancho II fue recibido tras un largo viaje en al-Zahira con gran pompa militar y tuvo ocasión de encontrarse con su nieto, un niño que ostentaba el cargo de Visir al que al parecer besó los pies como homenaje, de acuerdo con la narración de al-Jatib.

### El gobierno de Sanchuelo
En octubre de 1008, a la muerte de su medio hermano Abd al-Malik al-Muzaffar de la que se rumoreó podía haber sido el causante, le sucedió en el poder que de facto venían ejerciendo los descendientes de Almanzor, como chambelán del califa Hisham II. Mucho más pródigo hacia este que su padre o su hermano, recibió el título honorífico de Násir al-Dawla («Defensor de la Dinastía») y, diez días más tarde de su nombramiento como chambelán, el califal de al-Mamún («el Fidedigno»), hecho este mal visto por la población. Esta ruptura con la tradición familiar, que se había limitado a tomar sobrenombres militares y había evitado los que pudiesen apuntar a la usurpación califal, fue un error muy criticado por sus contemporáneos. Para corregir el error, partió pronto en campaña contra los Estados cristianos para tratar, como habían hecho su padre y su hermano, de justificar su poder con éxitos militares en el yihad.
Las tremendas tensiones internas dentro del califato entre bereberes, eslavos y árabes, la suplantación del poder califal por los amiríes y la escasa capacidad de Sanchuelo para el gobierno provocaron un periodo de anarquía y revueltas que finalizó con la fitna, por la cual desapareció el Califato de Córdoba y el poder se disolvió entre los reinos de taifas.
Durante el escaso tiempo en que gozó del título de hayib, se desentendió del gobierno y se comportó, en palabras de los cronistas, de manera excéntrica. Se hizo muy amigo de Hisham II. Este, siempre entre algodones, separado de las tareas propias del comendador de los creyentes desde niño, languidecía en una cárcel dorada en una vida de placeres y lujos sin preocupaciones, a la que parece haberse unido el nuevo háyib. En Córdoba no tardaron en correr los rumores sobre su desmedida afición al vino y las mujeres. Poco después se hizo nombrar heredero legítimo de Hisham II, contraviniendo la política de sus antecesores, que habían tenido siempre el máximo tacto y respeto por esta figura aunque detentaran el poder en exclusiva. El cambio dinástico que esto suponía soliviantó a los elementos árabes, tradicionalistas y menospreciados bajo los amiríes, y eslavos, siempre fieles a los omeyas.

### Muerte
Su fin se gestó cuando se puso al frente de una campaña militar, tal vez para ganar algo del prestigio que como militares tuvieron su padre y su medio hermano. Pero también porque el descontento contra el régimen amirí crecía cada vez más y buscaba el apoyo del pueblo. Por el mismo descontento, pocos voluntarios se sumaron a su ejército, pero sí la totalidad de los mercenarios bereberes, aunque en verdad, desde las reformas militares y fiscales iniciadas por su padre, estos contingentes africanos habían reemplazado a los reclutas andalusíes (kuwar muŷannada) proporcionados por las provincias donde se habían asentado en masa los sirios llegados en el siglo VIII. Estos recibían una paga doble en metálico (naḍḍ) y especies (ṭaʿām, «cereales»; mawāšī, «ganado») que se solventaba en un impuesto que debían pagar los habitantes de cada localidad según el número de habitantes y casas. Los oficiales eran hombres libres o esclavos adscritos a los omeyas o los amiríes: clientes (mawlà-mawālī), beneficiados (ahl al-iṣṭināʿ, ṣāniʿ-ṣunnāʿ), jóvenes (fatà-fityān), pajes (ġulām-ġilmān) y esclavos en general (ʿabīd).
Para ello no se le ocurrió mejor momento que el invierno del 1008, en mitad de un creciente malestar en la capital. Aunque sus consejeros le advirtieron de que la campaña era inoportuna, desoyó sus palabras y se dirigió al norte acompañado por el conde García Gómez de Carrión, al que ayudaba en su lucha contra Alfonso V de León. Para colmo, poco antes de marchar a la frontera dictó normas afrentosas para buena parte de la corte por las que deberían dejar de utilizar el bonete árabe y vestir a la berberisca. La capital califal, desguarnecida por su marcha, quedó en manos de sus enemigos.
No tardó en estallar la revuelta, mientras Abderramán se hallaba en Toledo, aprovechando su marcha y la de los bereberes que aún eran fieles a la estirpe de Almanzor, y el 15 de febrero de 1009, Muhámmad ibn Hisham canalizó el descontento. La revuelta, acaudillada por un omeya biznieto de Abderramán III, estaba financiada por la madre de su hermano Abd al-Málik, que acusaba a Abderramán de ser el causante de la muerte de aquel. Se hizo con el control de Córdoba con el apoyo de una milicia entusiasta pero ineficiente formada por el populacho y liderada por diez hombres de origen humilde, entró en palacio sin encontrar mayor resistencia y obligó a Hisham II a abdicar en su favor. De este modo se proclamó califa con el nombre de Muhámmad II al-Mahdī. Rápidamente nombró ḥāŷib encargado de los asuntos militares a su primo ʿAbd al-Ŷabbār ibn al-Muġīra; su primera medida fue armar al vulgo fiel al no contar con el apoyo de la aristocracia árabe ni de los militares eslavos o bereberes. Poco después vino el licenciamiento forzoso de más de siete mil soldados, especialmente esclavos y mercenarios africanos. Su siguiente paso fue ganarse el apoyo de los demás omeyas. El 26 de abril, anunció la muerte de Hisham II (en realidad, este no murió sino que volvió a ostentar el califato en 1010-1013) y, tras dar su pésame al primo de aquel y nieto de Abderramán III, el príncipe Hišām ibn ʿUbayd Allāh, le prometió una almunia a cambio de renunciar a sus derechos sucesorios.
A continuación, se vengó de los «usurpadores» amiríes y arrasó el complejo de al-Zahira durante cuatro días, hasta el 19 de febrero, donde estos residían y habían organizado una corte alternativa. La destrucción de la ciudad palatina, sede además de la Administración, fue total. Se recuperó una suma de 7 200 000 dinares de oro que, al seguir la fitna, se agotaron poco después.
Sanchuelo pronto tuvo noticia de estos hechos y ordenó el regreso a la capital pero, según se acercaba, el ejército le fue abandonando poco a poco. Sus generales le habían recomendado unirse a las fuerzas de Wādiḥ en Medinaceli antes de volver, pero nuevamente había desechado su consejo y decidido marchar de inmediato a Córdoba. Con los pocos fieles que le siguieron, entre los que se contaba el conde de Carrión y Saldaña, alcanzó el Guadalmellato, a las afueras de la capital. Tropas del califa Muhámmad acudieron a arrestarlos y, el 3 de marzo de 1009, Abderramán y su aliado el conde García Gómez fueron decapitados. Su cadáver embalsamado fue crucificado en la Puerta de la Corte de Córdoba.
Algunos eslavos leales a los amiríes consiguieron salvar a su hijo, ʿAbd al-ʿAzīz ibn ʿAmir, nacido hacia 1006, quien se convertiría en «régulo» de las taifas de Valencia en el 1021 y de Almería en el 1038, y llegará a ser el poder hegemónico en el Levante.
Los bereberes reaccionaron rápidamente a la pretendida desmovilización del nuevo califa. Buscaron un pretendiente omeya llamado Hišām ibn ʿAbd al-Mālik, biznieto de Abderramán III, que en la ola de saqueos xenófobicos que vinieron después de la caída de Sanchuelo fue asesinado. Bereberes, sirios, persas y otros extranjeros fueron asesinados cuando Muhámmad ordenó la persecución de los africanos y un pago por cada cabeza que se le entregase. Las mujeres de estos acababan vendidas en Dār al-Banāt, «la casa de las mujeres». Los bereberes sobrevivientes, escapados de Córdoba, encontraron un nuevo pretendiente al trono en Sulaymān, otro biznieto de Abderramán III; se iniciaba así una larga y devastadora guerra civil.

### La familia de los Amiris
Pese a lo que se puede suponer, como la caída del poder de la poderosa familia, no toda la familia sufrió el destino de Abderramán Sanchuelo, al parecer pudieron escapar de la venganza de los Omeya, los demás hermanos de padre que habían alcanzado la edad de obtener tierras y señorío se encontraban en sus posesiones desde hacía años, gracias a la justa recompensa testamentaria al heredar a su padre, una línea de hijo varonil desde Portugal bajo protección del rey Alfonso I de la Casa de Borgoña, consigue permanecer en un cierto nivel de señoría en el castillo de Alcázar Do Sol, alcanzando un descendiente suyo Jacobo Almanzor fundador de Alcázar de Ceguer en Marruecos la pervivencia al parecer del apellido recuerdo de sus orígenes.[Diccionario Geográfico Universal 1806].